# Він (альбом)
«Він» — четвертий альбом Олександра Пономарьова, який був виданий у 2001 році.
У 2006 році альбом був перевиданий лейблом «Artur Music». Як бонус, перевидання містило відео-кліпи.

## Пісні
1. Він чекає на неї
2. Деталі
3. Дорога
4. Минає день
5. Зіркою
6. Човен
7. Крила
8. Мила
9. Тільки з тобою
10. Засинай
11. Вогонь

Відео-кліпи
1. Він чекає на неї
2. Минає день
3. Човен
4. Крила
5. Вогонь